# 钧台街道
钧台街道，是中华人民共和国河南省禹州市下辖的一个乡镇级行政单位。

## 行政区划
钧台街道下辖以下地区：
古钧台社区、东街社区、三里社区、北街社区、燕井村、八里营村、花园村、连洛湾村和连庄村。